# Jacques Santi (auteur)
Pour les articles homonymes, voir Jacques Santi et Santi.
Jacques Santi pseudonyme de Aldo Mascio, né en 1960, est un auteur de bande dessinée belge, connu pour avoir réalisé plusieurs bandes dessinées en collaboration avec le scénariste et futur réalisateur Jan Bucquoy dans les années 1980.

## Biographie
Aldo Mascio naît en 1960,. Jacques Santi fait une rencontre marquante en la personne de Jan Bucquoy. Entre 1982 et 1988, ils réalisent ensemble Chroniques de fin de siècle une série de politique-fiction d'anticipation dont l'action violente se déroule dans une Europe de fin de siècle entièrement redécoupée. Selon Henri Filippini, « C'est une œuvre dure, anti-militariste qui dénonce les excès d'une extrême droite musclée et revancharde. Le héros appartient au groupe anarchiste Grain Blé. [...] Après un premier album mollement dessiné, Jacques Santi parvient à imposer un style plus soigné proche de celui de Bilal. ». La série s'échelonne sur cinq volumes dont les deux premiers sont édités aux Éditions Michel Deligne, l'épisode Au Dolle Mol est prépublié dans la revue Félix Magazine du même éditeur en 1982. L'opus suivant intitulé Autonomes est prépublié dans Circus — Gérard Craan est renommé Gérard Mordant —, l'album ainsi que le suivant sont publiés aux éditions Ansaldi de 1985 à 1986. Le dernier tome est publié dans la collection « Raspoutine » des éditions Alpen Publishers en 1988.
En 1984, ils réalisent Jérôme Tailleriche, un reporter qui ne vit que le temps d'un récit intitulé La Mare aux chiens publié aux éditions Ansaldi en 1984,.

## Œuvres

### Albums de bande dessinée en français

#### Une Aventure de Gérard Craan
- 1. Camp de réforme B[7], Éditions Michel Deligne, Bruxelles, 1982
Scénario : Jan Bucquoy - Dessin : Jacques Santi - Couleurs : quadrichromie,Préface : Jacques Attali, postface : Luc Beyer. La première édition est censurée en Belgique.
- 2. Au Dolle Mol, Deligne, Bruxelles, 1982
Scénario : Jan Bucquoy - Dessin : Jacques Santi - Couleurs : quadrichromie,Prépublication dans Félix Magazine nos 1 à 3 en 1982.

#### Jérôme Tailleriche
- La Mare aux chiens, Ansaldi, Bruxelles, 1984
Scénario : Jan Bucquoy - Dessin et couleurs : Jacques Santi -  (ISBN 2871370028),noté D/1984/4085/003.

#### Chroniques de fin de siècle
- 1. Autonomes[8],[5], Ansaldi, 1985
Scénario : Jan Bucquoy - Dessin et couleurs : Jacques Santi -  (ISBN 2-87137-006-0)
- 2. Mourir à Creys-Malville, Ansaldi, août 1986
Scénario : Jan Bucquoy - Dessin et couleurs : Jacques Santi -  (ISBN 2-87137-012-5)
- 3. Chooz[9], Alpen Publishers, coll. « Raspoutine », Genève, 1988
Scénario : Jan Bucquoy - Dessin : Jacques Santi - Couleurs : quadrichromie -  (ISBN 2-88302-000-0)

#### Livres
: document utilisé comme source pour la rédaction de cet article.
- Henri Filippini, « Santi, Jacques », dans Dictionnaire de la bande dessinée, Paris, Bordas, 1989, 731 p., ill. ; 27 cm (ISBN 2-04-018455-4, OCLC 1244909550, BNF 35065653, présentation en ligne), p. 672. .
- Philippe Mellot, Michel Denni, Laurent Turpin et Isabelle Morzadec, Trésors de la bande dessinée : BDM 2023-2024 - Catalogue encyclopédique et Argus, Paris, Les Arènes, novembre 2022, 23e éd., 1677 p., ill. ; 23 cm (ISBN 9791037507280, OCLC 1351462460, présentation en ligne), p. 140, 291, 662. .